# Ceraspis ruficollis
Ceraspis ruficollis är en skalbaggsart som beskrevs av Frey 1962. Ceraspis ruficollis ingår i släktet Ceraspis och familjen Melolonthidae. Inga underarter finns listade i Catalogue of Life.